# Hayden Coulson
Hayden Ross Coulson (Gateshead, 17 giugno 1998) è un calciatore inglese, difensore del Blackpool.

## Carriera

### Club
Cresciuto nel settore giovanile del Middlesbrough, ha esordito in prima squadra il 2 agosto 2018, disputando l'incontro di Championship pareggiato per 3-3 contro il Luton Town.

### Nazionale
Ha rappresentato le nazionali giovanili inglesi Under-16 ed Under-17.

## Statistiche

### Presenze e reti nei club
Statistiche aggiornate al 1º giugno 2022.
| Stagione        | Squadra          | Campionato      | Campionato | Campionato | Coppe nazionali | Coppe nazionali | Coppe nazionali | Coppe continentali | Coppe continentali | Coppe continentali | Altre coppe | Altre coppe | Altre coppe | Totale | Totale |
| Stagione        | Squadra          | Comp            | Pres       | Reti       | Comp            | Pres            | Reti            | Comp               | Pres               | Reti               | Comp        | Pres        | Reti        | Pres   | Reti   |
| --------------- | ---------------- | --------------- | ---------- | ---------- | --------------- | --------------- | --------------- | ------------------ | ------------------ | ------------------ | ----------- | ----------- | ----------- | ------ | ------ |
| lug.-ott. 2018  | St. Mirren       | SP              | 6          | 0          | CS+CdL          | 0+5             | 0+1             |                    | -                  | -                  |             | -           | -           | 11     | 1      |
| gen.-mag. 2019  | Cambridge Utd    | FL2             | 14         | 0          | FACup+CdL       | -               | -               |                    | -                  | -                  | FLT         | -           | -           | 14     | 0      |
| 2019-2020       | Middlesbrough    | FLC             | 29         | 1          | FACup+CdL       | 1+0             | 0               |                    | -                  | -                  |             | -           | -           | 30     | 1      |
| 2020-2021       | Middlesbrough    | FLC             | 17         | 0          | FACup+CdL       | 1+1             | 0               |                    | -                  | -                  |             | -           | -           | 19     | 0      |
| 2021-gen. 2022  | Ipswich Town     | FL1             | 6          | 0          | FACup+CdL       | -               | -               |                    | -                  | -                  | FLT         | -           | -           | 6      | 0      |
| gen.-mag. 2022  | Peterborough Utd | FLC             | 6          | 0          | FACup+CdL       | 2+0             | 0               |                    | -                  | -                  |             | -           | -           | 8      | 0      |
| 2022-2023       | Aberdeen         | SP              | 28         | 0          | CS+CdL          | 1+2             | 0+1             |                    | -                  | -                  |             | -           | -           | 31     | 1      |
| Totale carriera | Totale carriera  | Totale carriera | 322        | 12         |                 | 24              | 4               |                    | 3                  | 0                  |             | -           | -           | 349    | 16     |